# Asterocheres echinicola
Asterocheres echinicola is een eenoogkreeftjessoort uit de familie van de Asterocheridae. De wetenschappelijke naam van de soort is voor het eerst geldig gepubliceerd in 1869 door Norman.